# Sacrestano
Un sacrestano (anche sagrestano o sacrista) è una persona incaricata di tenere in ordine la sacrestia, la chiesa e il loro contenuto. 

## Storia
Nei tempi antichi molte funzioni del sacrestano erano effettuate dai portieri (ostiarii), dai tesorieri e dai mansionarii.
Nei Decretali di Gregorio IX si parlava del sacrestano come di un incarico onorevole collegato a un certo beneficio, e il cui dovere era di prendersi cura dei vasi sacri, dei paramenti, delle luci, ecc. Oggi il sacrestano è eletto o nominato. Il Caeremoniale Episcoporum prescriveva che nelle cattedrali e nelle collegiate il sacrestano dovesse essere un presbitero, e descriveva i suoi compiti in ordine alla sacrestia, alla santa Eucaristia, al fonte battesimale, agli olii santi, alle sacre reliquie, alla decorazione della chiesa per le diverse ricorrenze e festività, all'approntamento di quanto necessario per le diverse funzioni, al suono delle campane, al mantenimento dell'ordine in chiesa e infine suggeriva che due canonici fossero preposti ogni anno a supervisionare il lavoro del sacrestano e dei suoi assistenti.

## Vice sacrestano (custos)
Il vice sacrestano (custos) viene menzionato anche nei Decretali. Egli era l'assistente del sacrestano, era soggetto all'arcidiacono e aveva compiti similari a quelli del sacrestano. Dal XX secolo l'incarico non è stato quasi mai legato a un beneficio e quindi non legato a un rapporto di dipendenza. 

## Chierici e laici
Il Concilio di Trento stabilì che, secondo i vecchi canoni, soltanto i chierici avrebbero dovuto detenere tali uffici, ma nella maggior parte delle chiese, a causa della difficoltà o impossibilità di avere dei chierici, i laici eseguirono molte delle funzioni del sacrestano e vice-sacrestano.

## Chiese orientali
Nelle Chiese orientali, il sacrestano è chiamato ecclesiarca, particolarmente nei monasteri. In grandi monasteri può essergli assegnato un assistente detto paraecclesiarca.

## Giudaismo
Nella Bibbia ebraica (Antico Testamento dei cristiani), il ruolo e i compiti del sacrestano erano assegnati ai Leviti. Nel Primo Libro delle Cronache, i capitoli 23-26 raccontano come il re Davide abbia incaricato i Leviti  di occuparsi della portineria e della guardia del Tempio, del canto e della musica.